# Cecropis domicella
A Cecropis domicella a verébalakúak (Passeriformes) rendjébe, ezen belül a fecskefélék (Hirundinidae) családjába és a Cecropis nembe tartozó faj. Egyes szerzők a vörhenyes fecske alfajának tekintik. 16-17 centiméter hosszú. Afrika Szaharától délre eső, alacsonyan fekvő területein él. Rovarevő.